# Vlkov pod Oškobrhem
Vlkov pod Oškobrhem là một làng thuộc huyện Nymburk, vùng Středočeský, Cộng hòa Séc.